# Mount Haynes (Wyoming)
Der Mount Haynes ist ein prominenter Berg im westlichen Teil des Yellowstone-Nationalparks im Nordwesten des US-Bundesstaates Wyoming. Sein Gipfel hat eine Höhe von 2510 m und ist Teil der Gallatin-Range in den Rocky Mountains. Er liegt westlich von Madison Junction und erhebt sich südlich über dem Tal des Madison River.
Der Gipfel wurde vom damaligen Yellowstone-Superintendent Horace Albright zu Ehren von Frank Jay Haynes (1853–1921), dem ersten offiziellen Fotografen des Parks, benannt. Bevor er Mount Haynes genannt wurde, hieß der Berg inoffiziell Mount Burley für D. E. Burley von der Union Pacific Railroad.

## Belege
1. ↑  Peakbagger: Mount Haynes. Abgerufen am 30. Dezember 2020.
2. ↑  Geonames: Mount Haynes. Abgerufen am 30. Dezember 2020.
3. ↑  Haines, Aubrey L. (1996): Yellowstone Place Names-Mirrors of History. Hrsg.: University of Colorado Press. Niwot, CO, ISBN 0-87081-382-X.